# Kra-Daitalen

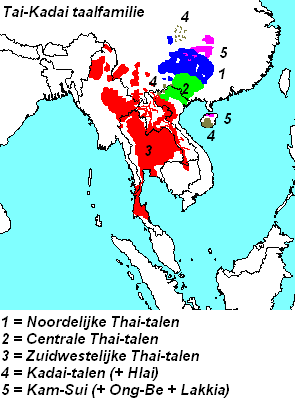
Verspreiding en onderverdeling van de Kra-Dai-talen volgens de classificatie van DB Solnit uit 1988

De Kra-Daitalen of Tai-Kadaitalen zijn de leden van een taalfamilie die in Zuidoost-Azië en het zuiden van China voorkomen. Het werden voorheen als onderdeel van de Sino-Tibetaanse taalfamilie beschouwd, maar worden nu meestal als een onafhankelijke taalfamilie geclassificeerd. Er is verwantschap voorgesteld met de Austronesische taalfamilie en sommigen delen deze taalfamilie zelfs bij de hypothetische Austrische talen in.
De Kra-Daitalen komen oorspronkelijk uit het zuiden van China, waar ook nu nog de meeste Kra-Dai families te vinden zijn. Sprekers van een de Tai-talen migreerden rond de 11e eeuw n.Chr. naar het zuiden, naar Zuidoost-Azië, en verenigden zich daar in landen, waaruit later Thailand en Laos ontstonden.

## Kra-Daitalen

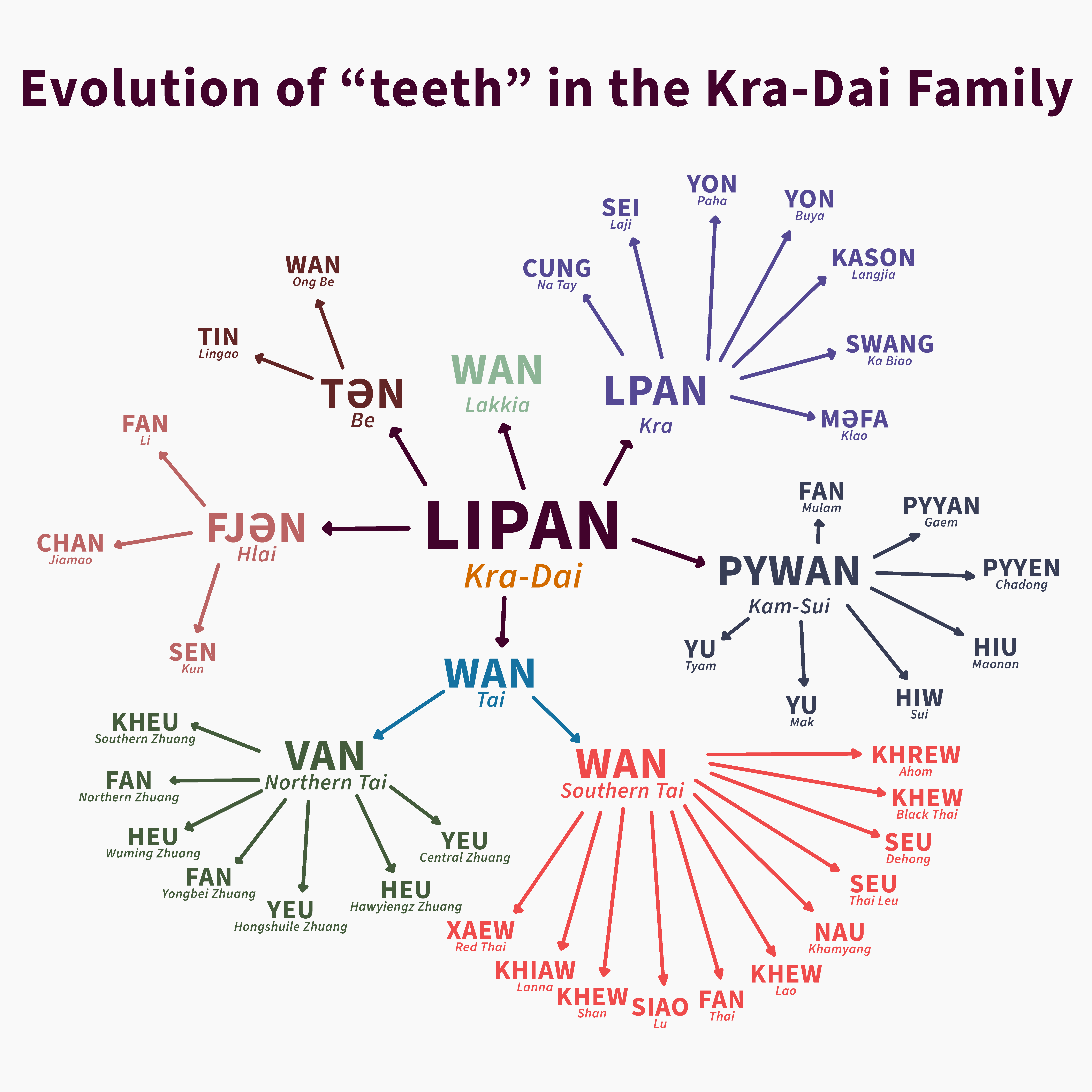
Voorbeeld van de afsplitsing van de Kra-Dai talen aan de hand van het woord voor 'tanden'

Hieronder staan enkele Kra-Daitalen met hun onderlinge hiërarchie. Er zijn er meer.
- Hlaitalen – 720 000 sprekers, twee of drie talen in Hainan
- Kadaitalen – 100 000 sprekers, 15 of 16 talen in het noorden van Vietnam en in Guangxi, Yunnan en Guizhou in China
  - waaronder het Gelao in Vietnam
- Kam-Taitalen – 80 000 000 sprekers, 74 tot 78 talen

waaronder het 
- Saek in Laos en
- Tai-talen – 77 000 000 sprekers, 60 of 61 talen